# 미디어잇
미디어잇은 대한민국의 인터넷 신문이다. 2009년 창간되었고 상품 정보 뉴스를 주로 다룬다. 발행인은 정확한 쇼핑 정보와 상품 지식을 제공함으로써 합리적인 쇼핑 문화 정착에 이바지하고자 창간하였다고 밝혔다.